# معادن الزرنيخيد
معادن الزرنيخيد هي مجموعة المعادن التي تحوي على الزرنيخيد أنيوناً (أيون سالب) بشكل سائد في التركيب الكيميائي لها.
غالباً ما تترافق معادن الزرنيخيد مع معادن الكبريتيد في أنظمة تصنيف المعادن مثل تصنيف دانا وتصنيف شترونز.

## أمثلة
- ألغودونيت Cu6As
- دوميكيت Cu3As
- لولينغيت FeAs2
- نيكلين NiAs
- راملسبيرغيت NiAs2
- سافلوريت Co,Fe)As2)
- سكوتيروديت Co,Ni)As3)
- سبيريليت PtAs2